# 椭叶龙胆
椭叶龙胆（学名：Gentiana altigena）是龙胆科龙胆属的植物，为中国的特有植物。分布于中国大陆的云南等地，生长于海拔3,700米至4,200米的地区，多生在山坡草地，目前尚未由人工引种栽培。